# National Rugby League 1953
La New South Wales Rugby Football League de 1953 fue la 46.ª edición del torneo de rugby league más importante de Australia.

## Formato
Los clubes se enfrentaron en una fase regular de todos contra todos, los cuatro equipos mejor ubicados al terminar esta fase clasificaron a la postemporada.
Se otorgaron 2 puntos por el triunfo, 1 por el empate y ninguno por la derrota.

## Desarrollo

### Tabla de posiciones
| Pos. | Equipo                        | Encuentros | Encuentros | Encuentros | Encuentros | Tantos | Tantos | Tantos | Puntos |
| Pos. | Equipo                        | PJ         | PG         | PE         | PP         | F      | C      | Dif    | Puntos |
| ---- | ----------------------------- | ---------- | ---------- | ---------- | ---------- | ------ | ------ | ------ | ------ |
| 1    | South Sydney Rabbitohs        | 18         | 11         | 1          | 6          | 384    | 278    | +106   | 23     |
| 2    | St. George Dragons            | 18         | 11         | 0          | 7          | 313    | 289    | +24    | 22     |
| 3    | North Sydney Bears            | 18         | 10         | 1          | 7          | 421    | 283    | +138   | 21     |
| 4    | Eastern Suburbs               | 18         | 10         | 1          | 7          | 330    | 310    | +20    | 21     |
| 5    | Newtown Jets                  | 18         | 9          | 2          | 7          | 292    | 268    | +24    | 20     |
| 6    | Canterbury-Bankstown Bulldogs | 18         | 9          | 2          | 7          | 252    | 291    | -39    | 20     |
| 7    | Parramatta Eels               | 18         | 8          | 1          | 9          | 271    | 291    | -20    | 17     |
| 8    | Balmain Tigers                | 18         | 7          | 0          | 11         | 313    | 377    | -64    | 14     |
| 9    | Manly-Warringah Sea Eagles    | 18         | 6          | 0          | 12         | 294    | 393    | -99    | 12     |
| 10   | Western Suburbs Magpies       | 18         | 5          | 0          | 13         | 287    | 377    | -90    | 10     |

|  | Postemporada. |

### Postemporada

#### Semifinales
| 29 de agosto | South Sydney Rabbitohs | 5 - 4 | North Sydney Bears |  |  |

| 5 de septiembre | St. George Dragons | 25 - 7 | Eastern Suburbs |  |  |

#### Final
| 12 de septiembre | South Sydney Rabbitohs | 31 - 12 | St. George Dragons | Sydney Cricket Ground, Sídney   |  |
|                  |                        |         |                    | Asistencia: 44.581 espectadores |  |

| Bandera de Australia           |
| Campeón South Sydney Rabbitohs |
| Décimo cuarto título           |